# Събуди се
„Събуди се“ е сутрешно телевизионно предаване по NOVA с водещ Марина Цекова, което се излъчва всяка събота и неделя от 7:30 до 11:00 часа.
Започва излъчване на 15 септември 2012 г. първоначално с водещ Мирослава Иванова. От 2013 до 2014 г. водещи са Рада Богданова и Антон Андонов. От 2014 г. Мирослава Иванова отново се завръща в сутрешния блок, а в период от 2 години (2015 – 2017 г.) тя си партнира с Деян Веселинов. От 2017 г. към предаването като водещ се присъединява Лора Крумова.
В предаването се канят гости, които заедно с водещите обсъждат събитията, случили се през седмицата. Водещ на прогнозата за времето е Николай Василковски.
През 2018 г. към водещата Мирослава Иванова се присъединява Мартина Ганчева, която от април 2020 г. остава единствената водеща на „Събуди се“. От 12 юни 2021 година Марина Цекова става водеща на „Събуди се“.
От август 2022 г. до август 2023 г. предаването е с водещ Анна-Мария Конова. Тя замества Цекова, която излиза в отпуск по майчинство.
От септември 2023 г. Марина Цекова се завръща като водеща.